# Ауровил
Ауровил (Auroville) или „Градът на Зората“ е „експериментален“ град-община в област Вилупурам в щата Тамил Наду, близо до Пондичери в Южна Индия. Основан е по проект на френския архитект Роже Анже през 1968 г. от Мира Алфаса, която след нейното окончателно установяване в Индия е известна като „Майката“.
Ауровил е замислен да бъде универсално селище, където хора от всички страни да могат да живеят в мир и нарастваща хармония, над всякакви вероучения, политиканствуване и национални принадлежности. Целта на Ауровил е да бъде платформа за постигане на реално единение между хората.

## История
Ауровил е основан като проект на Шри Ауробиндо Общество на 28 февруари 1968 г. от Мира Алфаса, позната като Майката. Като равноправен духовен сътрудник на Шри Ауробиндо тя вярва, че „човекът е преходно същество“. Майката очаква, че този експериментален „универсален град“ би спомогнал за „напредъка на човечеството към неговото прекрасно бъдеще чрез приобщаване на хората с добра воля и стремеж към по-добър свят.“ Майката също вярва, че такъв универсален град ще допринесе решително за възраждането на Индия. Правителството на Индия подкрепя идеята за този град и през 1966 г. ЮНЕСКО кани всичките си членове да вземат участие в развитието на Ауровил. ЮНЕСКО преподписва подкрепата си още пет пъти за изминалите повече от 40 години.
На церемонията за полагане на основите му, състояла се на 28 февруари 1968 г., присъстват представители от 124 държави, които положили по шепа пръст от своята родина в урна с формата на лотос – като символ на единение.
Майката дава на Ауровил неговата Харта, състояща се от 4 пункта:
1. Ауровил не принадлежи никому в частност. Ауровил принадлежи на цялото човечество. Но за да живее в Ауровил, човек следва да служи с готовност на Божественото съзнание.
2. Ауровил е място за непрестанно обучение, постоянен прогрес и неувяхваща младост.
3. Ауровил иска да бъде мост между миналото и бъдещето. Възползвайки се от всички открития на външния и вътрешния живот, Ауровил се стреми с дръзновение към бъдещи реализации.
4. Ауровил е място за духовни и материални изследвания, насочени към постигането на живо въплъщение на реално единение между хората. 
След кончината на Майката през 1973 г. възникват проблеми в управлението на Ауровил между ауровилци и някои от административните лица, намиращи се в Пондичери. Следва период на смут и трудности, след което се стига до намесата на индийското правителство и съставянето на Фондация Ауровил с Управителен съвет и Международен консултативен съвет, назначавани от правителството на Индия.

## Матримандир
В центъра на Ауровил се намира Матримандир (от санскрит, „Обител на Божествената майка“), чиято архитектурна стойност е оценена като изключително постижение. Изграден е според визия на „Майката“ (Мира Алфаса) като "символ и отклик на Божественото на човешкия стремеж към съвършенство.” Районът в сферата и около нея е „Място за тишина“. Вътре в самата сфера се извиват спираловидно две рампи, които водят до климатизирана зала от бял мрамор, категоризирана като „място за намиране на съзнанието“. В центъра на тази зала има 70-сантиметрова монокристална топка върху позлатен постамент, а от отвор в тавана се спуска лъч от слънчева светлина и облива кълбото – като символ на прозрачността на материята за Светлината. Според Алфаса тази структура е „символ на бъдещо осъществяване и реализация на Божественото Съзнание.“
Матримандир се захранва от фотоволтаична енергия и е заобиколен от градини, които ежедневно се подлагат на козметична грижа. Когато няма слънце или след залез, слънчевият лъч върху кълбото се замества с лъч от соларно заредена лампа.
Лъчеобразно, от центъра на града, са разположени четири „зони“: „Жилищна зона“, „Индустриална зона“, „Културна
(и Образователна) зона“ и „Международна зона“. Градът е заобиколен от Зелен пояс, който наред със защитната си функция е и поле за изследователска дейност в областта на екологията и включва ферми и лесовъдни стопанства, ботаническа градина, банка за семена, лечебни растения и билки, водосборни басейни и др.

## Управление. Система на вярвания
Ауровил е организиран правно като Фондация Ауровил по постановление на Индийския парламент. Секретарят на Фондация Ауровил, който е държавен чиновник, не е ауровилец и се назначава периодично, е формално отговорен за даването или отнемането на статуса на жителство, след препоръка и консултации със съответната ауровилска група. Индийското Министерство на образованието назначава Международен консултативен съвет и Управителен Съвет, който от своя страна одобрява членовете на ключови ауровилски групи, като група за управление на капитали и имоти, координиране на бюджета, градско планиране и други. Фондацията, контролирана от индийското правителство, понастоящем притежава около половината от земята, на която е построено селището. Остатъкът от земята се купува при наличие на капитал.
В Ауровил не би трябвало да съществуват политика и религия. Фондацията е тази, която притежава имотите, а не жителите.
През 2004 г. тогавашният президент на Индия Д-р А. П. Дж. Абдул Калам посещава Ауровил и казва в речта си: „Приятели, дойдох на това място, Ауровил, като пилигрим (поклонник), и защо казвам като пилигрим, защото вие имате мисия по-голяма от моята; мисията, която вие имате, е по-обширна от тази на който и да е индивид. Това е визия, дошла от Шри Ауробиндо и Майката и естествено е много голяма мисия... Повечето от вас в Ауровил сте формирани като по-добри човешки същества.“ През януари 2008 г. тогавашният президент на Индия г-жа Пратибха Д. Патил също посещава Ауровил и изказва своята дълбока признателност към уникалността и работата на Ауровил: „Съдбата на Индия е да поддържа и подкрепя този труд за бъдещето на човечеството“ са нейните заключителни думи в послание по случай 40-годишнината на Ауровил.
През януари 2010, скоро след като поема поста си на генерален секретар на ЮНЕСКО, г-жа Ирина Бокова посещава Ауровил и в своето обръщение споменава: „За мен е изключителна чест, че част от моята визия за ЮНЕСКО, че някои от моите идеи са били така добре приети от вас тук, които въплъщавате онова, за което ЮНЕСКО е била създадена и към каквото ЮНЕСКО се стреми – единство между хората. Единство в многообразието, толеранс, съгласие и стремеж към човешките стойности, които са тъй важни в този глобализиран свят... Наистина вярвам, че вие можете да съдействате в търсенето на ЮНЕСКО на нов баланс и нов хуманизъм в 21 век... Именно посланието за хуманизъм ние споделяме.“

## Общество и население
Планиран за максимум 50 000 души, броят на жителите към декември 2021 г. е 3305 души (2638 пълнолетни и 667 непълнолетни) от 60 националности, 1513 от които са с индийци. Жителите живеят в стотина поселения, разпръснати върху 20 квадратни километра, които носят английски, санскритски, френски и тамилски имена (четирите официални езика в Ауровил), като например Аспирейшн (стремеж), Арати, Ла Ферм и Исайямбалам.

## Архитектура, Технология, Образование
Според написаното на ауровилския уебсайт, „Мечтата за изграждане на ново селище за бъдещето, с цел да се насърчават изследванията и експериментите в дух на интегрално развитие, привлича архитекти и студенти по архитектура от цял свят от самото основаване на Ауровил през 1968 г. Липсата на строги разпоредби и свободата от обществени условности са позволили изявата на многочислени изражения на диренето на новото.“
Сатпрем Маини, френски архитект от Ауровил, управител на Ауровилския институт за земята, е представител за Индия и Южна Азия на „ЮНЕСКО Архитектура, Градивни култури и Подсилващо Развитие“. Сатпрем и други архитекти печелят национални и международни награди за своята работа, във и извън Ауровил.
Повсеместно са разпространени обществени и лични филтри за питейна вода, която е „активирана“ и има хармонизирана кристална структура, след като е пречистена, динамизирана и подлагана на музиката на Бах и Моцарт. Тези филтри са производство на местната Aquadyn в резултат на дългогодишни изследвания на различни технологии за подобряване качествата на водата.
Под чадъра на Международен Институт за Образователни Изследвания на името на Шри Ауробиндо (SAIIER), Ауровил поддържа няколко образователни институции в и около Ауровил (в това число за деца от околните села) – ясли, детски градини, училища, вечерни и професионални училища. Основната цел на педагозите е да осигурят на младежта образование с радост и свобода за прогресиране (free progress), ориентирано към изграждане на личността и възпитаване на интерес и способност за получаване на знание, в дух на сътрудничество, вместо съперничество. В училищата няма оценки, а полагането на държавни или международни изпити и получаването на дипломи е въпрос на личен избор.

## Икономика
Вместо банкноти и монети, жителите на Ауровил ползват номера на сметки, които са свързани с техния централен фонд. На посетителите се издават временни дебитни карти, свързани със същия фонд.
Понастоящем в Ауровил има сериозен недостиг на жилища. В резултат на това от новопристигналите се очаква сами да финансират построяването на дом, ако планират да останат дългосрочно в Ауровил. Жилищата може да са от едностаен апартамент до просторна къща. Поради това разходите за жилище са най-голямото перо в бюджета на бъдещите кандидати. В някои случаи се осигуряват безплатни жилища за дългосрочни жители с принос към растежа на Ауровил.
Според официалния статут, предоставян с получаването на специална индийска виза, жителите на Ауровил са почетни доброволци. От тях се очаква да дават своя принос според своите възможности, чрез труд, парично или в натура. „Даренията на гостите“, ежедневни вноски, заплащани от гостите на Ауровил, съставят съвсем малка част от бюджета на Ауровил. Съществува система за издръжка, според която онези ауровилци, които се нуждаят от финансова подкрепа, получават месечно възнаграждение в наличност и в натура, което покрива базовите житейски нужди. На пенсионерите не се изплаща пенсия от правителството на Индия. Икономиката на Ауровил и целият живот са в постоянно развитие и се провеждат непрекъснати експерименти за доближаване до визията.
Макар че правителството на Индия притежава и управлява Ауровилската фондация, то финансира само малка част от ауровилския бюджет, който се формира главно от приносите на местните търговски предприятия, предоставящи поне 33% от приходите си на Централния фонд на Ауровил и покриващи около 70% от общия бюджет, както и чрез дарения – лични, от неправителствени организации, а в някои случаи и от правителствени организации. Съществуват множество къщи за гости, архитектурни ателиета и строителни групи, информационни технологии, малък и средно голям бизнес от различни производствени сектори, дизайнерски и консултантски услуги, социално предприемачество, производство и търговия с ръчно изработени изделия от естествени материали, както и производство на добре познатите благовония, които могат да бъдат купени в магазина на Ауровил в Пондичери, в Индия и по света, а така също и по Интернет. Над 5000 души от околността работят в няколко стотин предприятия и услуги на Ауровил.
Сред другите дейности са: залесяване, екологично земеделие, образование, здравеопазване, развитие на селата, устойчиви технологии, градоустройствено планиране, управление на водните ресурси, културни дейности и комунални услуги.

## Местоположение
На брега на Бенгалския залив, на 12 км северно от Пондичери, на 150 км южно от Ченай (Мадрас) – столицата на щата Тамил Наду.